# Windy City Open
Die Windy City Open sind ein jährlich stattfindendes Squashturnier für Herren und Damen. Es findet im University Club of Chicago in Chicago, Illinois in den Vereinigten Staaten statt und ist Teil der PSA World Series. Das Turnier wurde 1981 ins Leben gerufen und gehört aktuell bei den Herren zur Kategorie World Series, der zweithöchsten Wertungskategorie. Das Gesamtpreisgeld beträgt 150.000 US-Dollar. In den Jahren 2008 bis 2010 kam es zu keiner Austragung, 2011 war es nur ein Turnier der Challenger-Kategorie. Noch 2013 war gehörte es lediglich zur Kategorie International 25, ehe es ab 2014 wieder so wie vor der Unterbrechung von 2008 bis 2010 zur World Series gehört. Seit 2014 wird außerdem eine Damenkonkurrenz ausgetragen.
Nick Matthew, Grégory Gaultier, Mohamed Elshorbagy und Ali Farag gewannen als einzige Spieler zweimal das Turnier. Bei den Damen siegte Raneem El Weleily dreimal.

## Sieger

### Herren
| Jahr                         | Sieger              | Finalgegner         | Ergebnis                      |
| ---------------------------- | ------------------- | ------------------- | ----------------------------- |
| 2025                         | Nicht ausgetragen 1 | Nicht ausgetragen 1 | Nicht ausgetragen 1           |
| 2024                         | Ali Farag           | Paul Coll           | 11:8, 5:11, 11:7, 15:13       |
| 2023                         | Nicht ausgetragen 1 | Nicht ausgetragen 1 | Nicht ausgetragen 1           |
| 2022                         | Paul Coll           | Youssef Ibrahim     | 7:11, 10:12, 11:4, 11:7, 11:9 |
| 2021                         | Nicht ausgetragen 1 | Nicht ausgetragen 1 | Nicht ausgetragen 1           |
| 2020                         | Ali Farag           | Paul Coll           | 12:14, 9:11, 11:7, 11:6, 11:1 |
| 2019                         | Nicht ausgetragen 1 | Nicht ausgetragen 1 | Nicht ausgetragen 1           |
| 2018                         | Mohamed Elshorbagy  | Marwan Elshorbagy   | 11:8, 11:8, 11:6              |
| 2017                         | Grégory Gaultier    | Marwan Elshorbagy   | 5:11, 11:8, 11:2, 11:4        |
| 2016                         | Mohamed Elshorbagy  | Nick Matthew        | 11:6, 11:3, 2:0 Aufgabe       |
| 2015                         | Nick Matthew        | Mohamed Elshorbagy  | 11:7, 11:2, 11:7              |
| 2014                         | Grégory Gaultier    | Ramy Ashour         | 11:7, 11:3, 11:4              |
| 2013                         | Borja Golán         | Stephen Coppinger   | 5:11, 11:8, 11:6, 11:6        |
| 2012                         | Saurav Ghosal       | Yasir Butt          | 11:8, 15:13, 10:12, 11:5      |
| 2011                         | Oliver Pett         | Jan Koukal          | 13:11, 11:6, 11:4             |
| 2008–2010: nicht ausgetragen |                     |                     |                               |
| 2007                         | Amr Shabana         | Anthony Ricketts    | 11:8, 11:8, 15:13             |
| 2006                         | David Palmer        | Jonathon Power      | 11:5, 5:11, 11:8, 9:11, 12:10 |
| 2005                         | John White          | Amr Shabana         | 11:7, 11:8, 11:4              |
| 2004                         | Nick Matthew        | Grégory Gaultier    | 12:15, 15:9, 15:12, 15:4      |
| 2003                         | Paul Price          | Grégory Gaultier    | 15:11, 15:14, 15:17, 15:11    |
| 2002                         | Nick Taylor         | Grégory Gaultier    | 15:10, 15:7, 15:4             |
| 2001                         | Thierry Lincou      | John Williams       | 17:16, 15:12, 13:15, 15:13    |

### Damen
| Jahr | Siegerin            | Finalgegnerin       | Ergebnis                        |
| ---- | ------------------- | ------------------- | ------------------------------- |
| 2025 | Nicht ausgetragen 1 | Nicht ausgetragen 1 | Nicht ausgetragen 1             |
| 2024 | Nour El Sherbini    | Nouran Gohar        | 11:7, 6:11, 11:4, 11:4          |
| 2023 | Nicht ausgetragen 1 | Nicht ausgetragen 1 | Nicht ausgetragen 1             |
| 2022 | Nouran Gohar        | Hania El Hammamy    | 15:13, 11:9, 11:8               |
| 2021 | Nicht ausgetragen 1 | Nicht ausgetragen 1 | Nicht ausgetragen 1             |
| 2020 | Nour El Sherbini    | Raneem El Weleily   | 11:8, 8:11, 11:8, 6:11, 11:9    |
| 2019 | Nicht ausgetragen 1 | Nicht ausgetragen 1 | Nicht ausgetragen 1             |
| 2018 | Nour El Tayeb       | Joelle King         | 11:8, 10:12, 11:13, 11:9, 12:10 |
| 2017 | Raneem El Weleily   | Nour El Sherbini    | 10:12, 11:7, 11:7, 11:7         |
| 2016 | Raneem El Weleily   | Nour El Sherbini    | 9:11, 11:6, 11:3, 11:6          |
| 2015 | Raneem El Weleily   | Nicol David         | 14:16, 12:10, 11:7, 11:7        |
| 2014 | Laura Massaro       | Raneem El Weleily   | 9:11, 11:8, 11:9, 3:11, 11:6    |

 1 Da die Weltmeisterschaft in Chicago ausgetragen wurde, entfiel das Turnier in diesem Jahr.